# Sapho (Massenet)
Sapho ist eine Oper (Pièce Lyrique) in fünf Akten von Jules Massenet (Musik) mit einem Libretto von Henri Cain und Arthur Bernède nach der Novelle gleichen Namens von Alphonse Daudet. Das Werk enthält lyrische, sentimentale, emotionale, leidenschaftliche und dramatische Elemente. Die Liebe der Frau steht im Mittelpunkt.

## Werkgeschichte

Emma Calvé als Sapho

Die Uraufführung fand am 27. November 1897 in der Opéra-Comique in Paris statt. Bei dieser Produktion wurde Sapho mit Emma Calvé, einer zu jener Zeit sehr bedeutenden Opernsängerin in der Rolle der Fanny Legrand, in einer stark verkürzten Form präsentiert, dies aufgrund der begrenzten Verfügbarkeit der Emma Calvé sowie des nahenden Todes von Alphonse Daudet, der ein enger Freund Massenets war. Ergänzungen der Partitur wurden nach etlichen Vorstellungen vorgenommen. Die überarbeitete und erweiterte Fassung wurde am 22. Januar 1909 wiederum in der Opéra-Comique im Rahmen einer Neuproduktion aufgeführt.
Die Oper wurde zum Ende des 19. und Anfang des 20. Jahrhunderts zwar an einigen europäischen sowie nordamerikanischen Opernhäusern aufgeführt, wurde jedoch nie Bestandteil des üblichen Opernrepertoires. In New York City ist das Stück mehrfach aufgeführt worden, u. a. 1979 mit Elisabeth Söderström und Donald Grobe. Gelegentlich kommt das Werk im Rahmen von Opernfestivals zur Aufführung, beispielsweise beim Wexford Festival Opera oder beim Massenet Festival.

## Handlung

### Erster Akt
Jean Gaussin, ein schüchterner junger Mann aus der Provence ist nach Paris gekommen, um zu studieren. Bei einem Kostümball des Bildhauers Caoudal zieht sich der verwirrte Gaussin inmitten der lauten Tanzmusik in eine ruhigere Ecke zurück und singt eine Arie. Fanny Legrand, ein unter dem Namen Sapho bekanntes schönes Künstlermodel ist von diesem jungen Mann fasziniert, der sich so grundlegend von ihren Freunden unterscheidet. Sie macht seine Bekanntschaft und verlässt mit ihm die Gesellschaft.

### Zweiter Akt
Jean Gaussin befindet sich mit seinen Eltern sowie seiner Stiefschwester Irène, die von diesen offensichtlich als Ehefrau für Jean bestimmt wurde in seiner Unterkunft. Nachdem die Eltern und Irène die Wohnung verlassen haben, erscheint Fanny unangekündigt und vertreibt alsbald alle Erinnerungen an Jeans Familie.

### Dritter Akt
Fanny und Jean feiern mit anderen Gästen glücklich in einem kleinen Restaurant in der Nähe von Paris. Durch ein zufälliges Wort von Caoudal erfährt Jean zum ersten Mal, dass die so verehrte Fanny nichts anderes ist als Sapho, ein leichtlebiges Model und ihm wird von ihrer Vergangenheit erzählt. Als Fanny wieder auftaucht, verlässt Jean enttäuscht und wütend das Fest.
Jean ist in Fannys Haus zurückgekehrt und findet eine Schachtel, die Briefe von ihren früheren Liebhabern enthält. Fanny ist ihm gefolgt. Er zwingt sie, die Briefe zu verbrennen, nachdem er sie zuerst gelesen und dabei erfahren hat, dass sie ein uneheliches Kind hat, dessen Vater ein verurteilter Fälscher ist. So findet er es immer schwieriger zu glauben, dass er ihre erste und einzige wahre Liebe ist und verlässt sie.

### Vierter Akt
Im Hause seiner Eltern in der Provence bittet Jean diese um Vergebung, die von seiner Mutter gewährt wird. Auch Irène verzeiht ihm. Unerwartet erscheint Fanny mit der offensichtlichen Absicht, Jean zurückzuerobern. Er empfängt sie kühl und erinnert an ihre Vergangenheit und die Unmöglichkeit, wieder zu ihr zurückzukehren, woraufhin sie das Haus ohne ihn verlässt.

### Fünfter Akt
Fanny ist allein in der ländlichen Unterkunft, die sie zuvor mit Jean geteilt hat. Sie steht kurz vor der Abreise, als Jean plötzlich zurückkehrt. Sie bittet ihn, wieder zu gehen, er jedoch verspricht, er sei jetzt bereit, alles zu opfern, um mit ihr zu leben. Sie verspricht zu bleiben, als er allerdings auf seinem Stuhl einschläft, verlässt sie ihn heimlich.

## Tonträger (Auswahl)
- 1973: Milla Andrew (Fanny Legrand), Alexander Oliver (Jean Gaussin), Laura Sarti (Divonne), George Macpherson (Césaire), Jenny Hill (Irène), Neilson Taylor (Caoudal), Bernard Dickerson (ein Bauer), Norman Lumsden (der Restaurantbesitzer), Academy of the BBC, BBC West of England Singers, Bernard Keefe (Dirigent), Opera D’Oro OPD7015
- 2001: Giuseppina Piunti (Fanny Legrand), Brandon Jovanovich (Jean Gaussin), Agata Bienkowska (Divonne), Massimiliano Gagliardo (Césaire), Ermonela Jaho (Irène), Luca Salsi (Caoudal), Angel Pazos (ein Bauer), Nicolas Courjal (der Restaurantbesitzer), Wexford Festival Opera Chorus; National Philharmonic Orchestra of Belarus; Jean-Pierre Tingaud (Dirigent); Fonè CD/SACD 023